# Megatherium
Megatherium (/mɛɡəˈ[invalid input: 'th'][invalid input: 'eer']iəm/ meg-ə-THEER-ee-əm từ tiếng Hy Lạp mega [μέγας], nghĩa là "lớn", vàtherion [θηρίον], "thú") là một chi lười đất với kích cỡ như voi sống cách đây 2 triệu đến 8.000 năm về trước. Chi có quan hệ họ hàng gần là Nothrotheriops, chủ yếu là các loài lười với kích cỡ như gấu. Chi Promegatherium với kích cỡ như tê giác được cho là tổ tiên của Megatherium.

## Đặc trưng

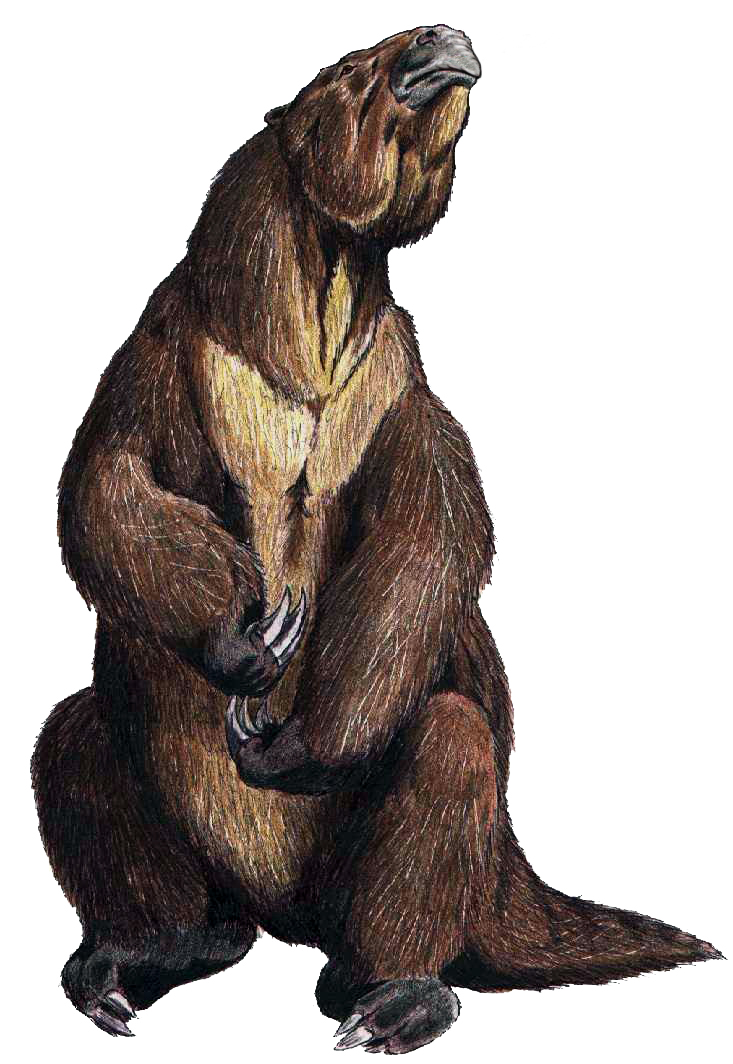
Hình minh họa Megatherium

Không giống như các họ hàng còn sinh tồn của mình (lười cây), Megatherium là một trong những loài thú to lớn nhất sống trên mặt đất, cân nặng tới 5 tấn, nặng tương tự như voi châu Phi. Mặc dù chủ yếu đi lại bằng bốn chân, nhưng các dấu chân của nó chỉ ra rằng nó có khả năng đi lại bằng hai chân. Khi nó đứng trên hai chân sau, nó cao khoảng gấp hai lần chiều cao của voi, hay cao khoảng 6 m (20 ft). Nhóm lười đất này, giống như các loài thú ăn kiến, đi lại bằng các mặt bên của bàn chân do các móng vuốt của chúng ngăn không cho chúng đi lại bằng gan bàn chân. Các loài Megatherium là thành viên của quần thú lớn thế Pleistocen, nhóm các động vật có vú với kích thước to lớn sinh sống trong thế Pleistocen.
Megatherium có bộ xương cường tráng với đai chậu lớn và chiếc đuôi nhiều cơ bắp rộng. Kích thước to lớn của nó cho phép nó kiếm thức ăn ở những độ cao mà những loài động vật ăn cỏ khác cùng thời với nó không thể vươn tới. Đứng trên hai chân sau rất khỏe và dùng đuôi để tạo thành thế kiềng ba chân, Megatherium có thể hỗ trợ khối lượng cơ thể nặng nề của nó trong khi dùng các móng vuốt cong của các chân trước khá dài để kéo cành với những chiếc lá ngon nhất. Người ta tin rằng nó có chiếc lưỡi dài để có thể dùng để lôi kéo lá vào miệng, tương tự như ở lười cây hiện đại.
Một số phân tích chức năng hình thái gần đây chỉ ra rằng M. americanum đã thích nghi với việc cắn mạnh theo chiều dọc. Răng của chúng là kiểu hypsodont (răng có chóp răng cao và chân răng ngắn) và bilophodont (kiểu có hai chỏm nằm ngang), và đoạn hình mũi mác của mỗi chóp có dạng hình tam giác với các rìa sắc. Điều này gợi ý rằng răng của chúng được dùng để cắn xé chứ không phải để nghiền và rằng thức ăn dạng sợi cứng không phải là thành phần dinh dưỡng chủ yếu.

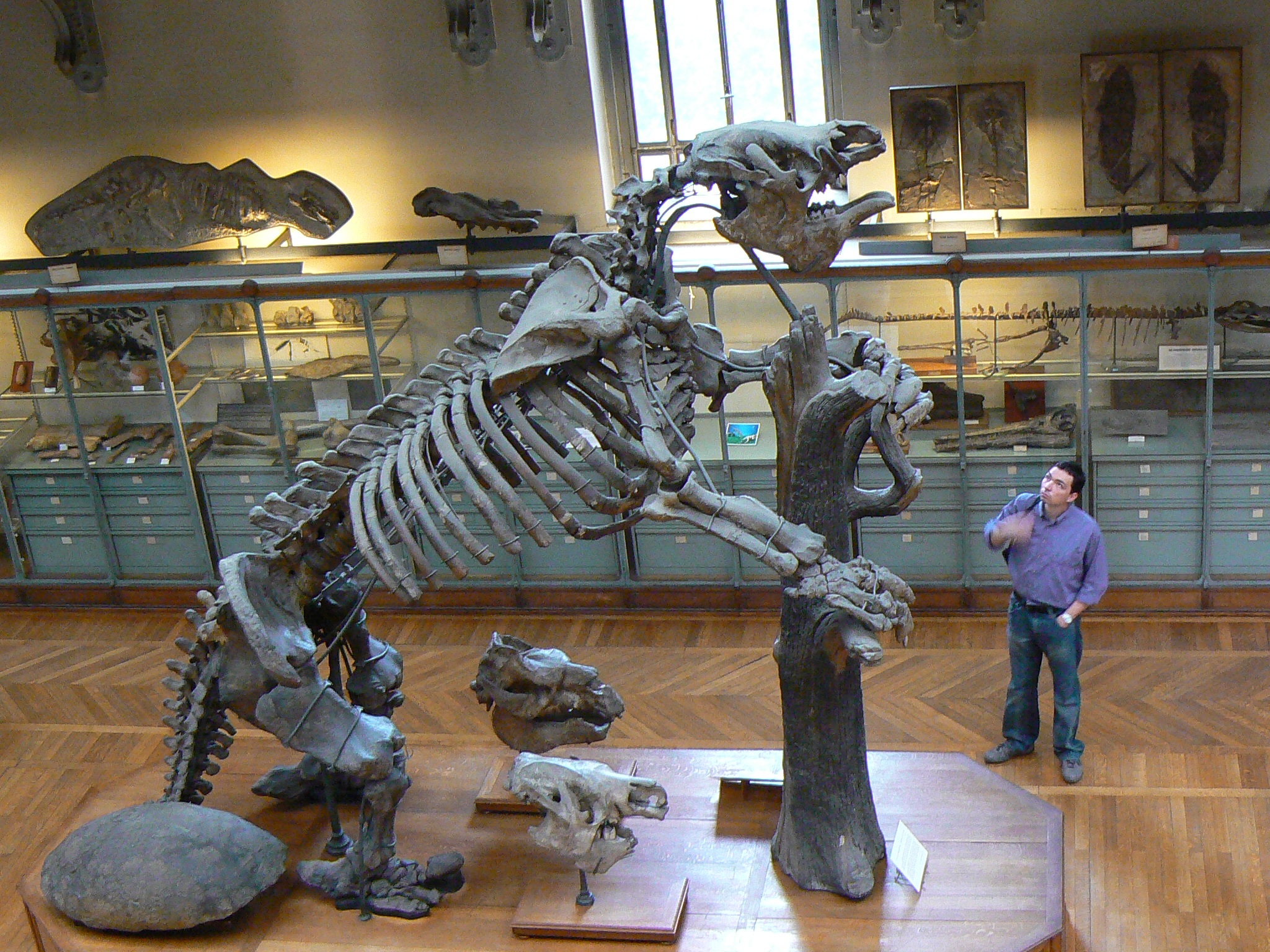
Bộ xương của Megatherium americanum tại Bảo tàng Lịch sử Tự nhiên Quốc gia Pháp, Paris

Có một niềm tin sai lầm rằng hổ răng kiếm Smilodon săn bắt Megatherium, nhưng những con lười đất to lớn này là quá lớn để những con "mèo" lớn đó có thể tấn công. Richard Fariña và Ernesto Blanco từ Đại học de la República ở Montevideo đã phân tích hóa thạch bộ xương của M. americanum và phát hiện ra rằng mấu khuỷu - phần của khuỷu chân mà cơ ba đầu gắn vào - là rất ngắn. Sự thích nghi này được tìm thấy ở động vật ăn thịt và tối ưu cho tốc độ chứ không phải sức mạnh. Các nhà nghiên cứu nói rằng điều này có thể đã cho phép M. americanum sử dụng các móng vuốt của chúng như là các con dao găm. Kết luận là do các môi trường sống nghèo thức ăn của chúng, Megatherium có thể đã chiếm đoạt cả con mồi của Smilodon. Một loạt các hóa thạch của Glyptodon trưởng thành tồn tại trong đó sinh vật này chết trên lưng của chúng. Điều này gợi ý rằng Megatherium tìm kiếm hay săn bắt loài động vật này, do không có con thú nào đã biết từng tồn tại ở Nam Mỹ trong thời kỳ đó có thể tung một con Glyptodon trưởng thành lên.

## Môi trường sống
Chúng sinh sống trong các khu vực đồng rừng và đồng cỏ.

## Phân bố
Megatherium là đặc hữu của Nam Mỹ. Các hậu duệ hiện đại nhất của Megatherium từng tồn tại trong các khu vực của Nam Mỹ cho tới ít nhất là khoảng 10.000 năm trước. Một ví dụ về các phát hiện gần đây nhất là tại Cueva del Milodon ở khu vực Patagonia của Chile.

## Hành vi

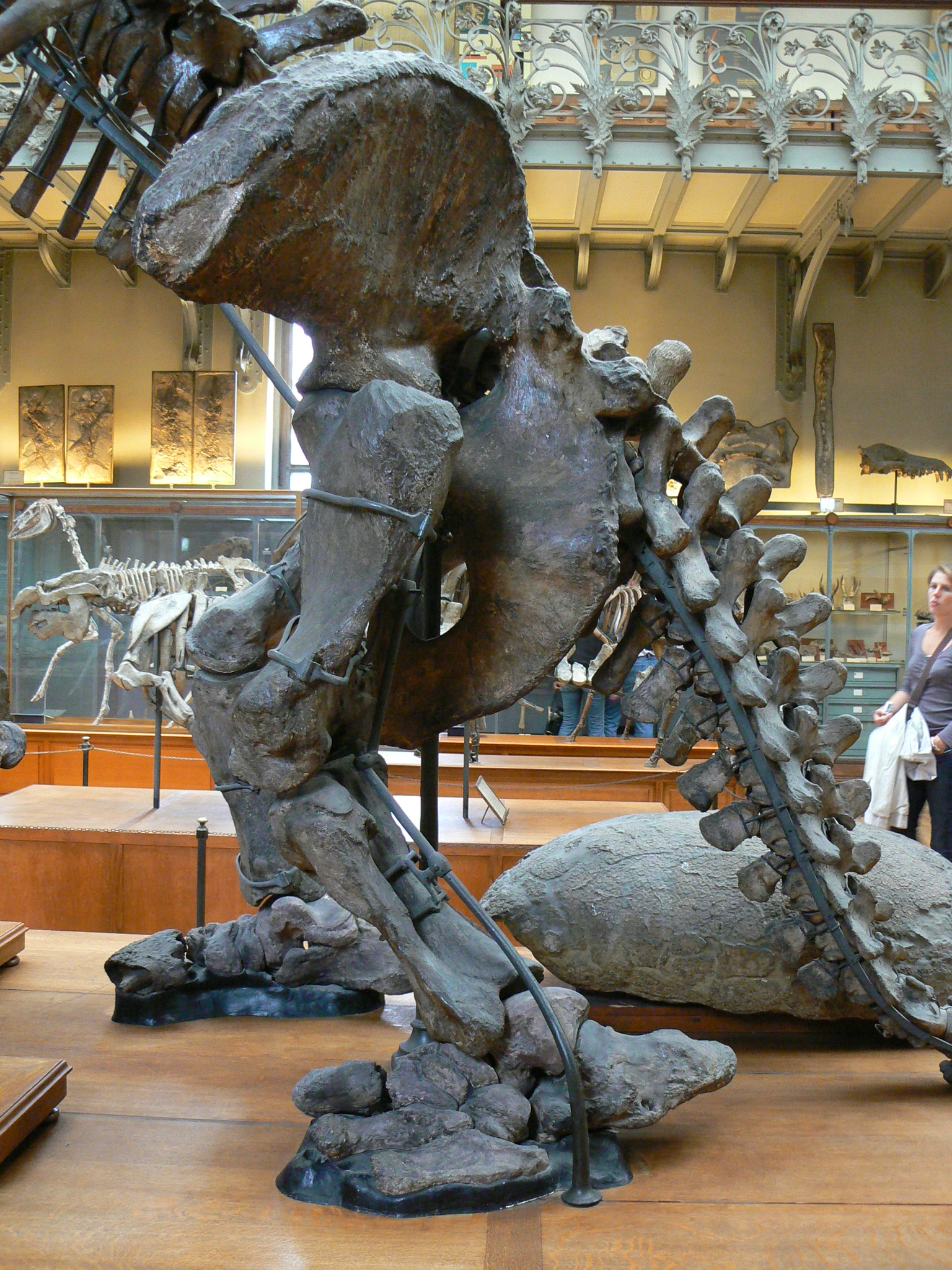
Hông, các chân sau và đuôi của Megatherium americanum

Người ta biết rất ít về lười đất khổng lồ này. Nó có thể đã sử dụng kích thước và sức mạnh lớn của nó để chiếm đoạt con mồi của Smilodon và tìm kiếm hay săn Glyptodon (xem đoạn "Đặc trưng" trên đây) trong khi lớp da rất dày của nó, được che phủ bằng lớp lông mao dày dặc, đã bảo vệ nó khỏi các loài săn mồi.
Nó là động vật ăn cỏ và mặc dù nó có thể đứng trên hai chân sau, sử dụng đuôi để tạo sự thăng bằng nhằm tìm kiếm cây cỏ, nhưng lười đất khổng lồ chủ yếu ăn các loại thực vật trên mặt đất.
Ngươi ta cho rằng lười đất khổng lồ này sống thành nhóm, nhưng cũng có thể chúng chỉ sống đơn độc trong hang. Người ta cũng cho rằng nó sinh sống trong môi trường đồng rừng và đồng cỏ.

## Thức ăn và hành vi ăn uống

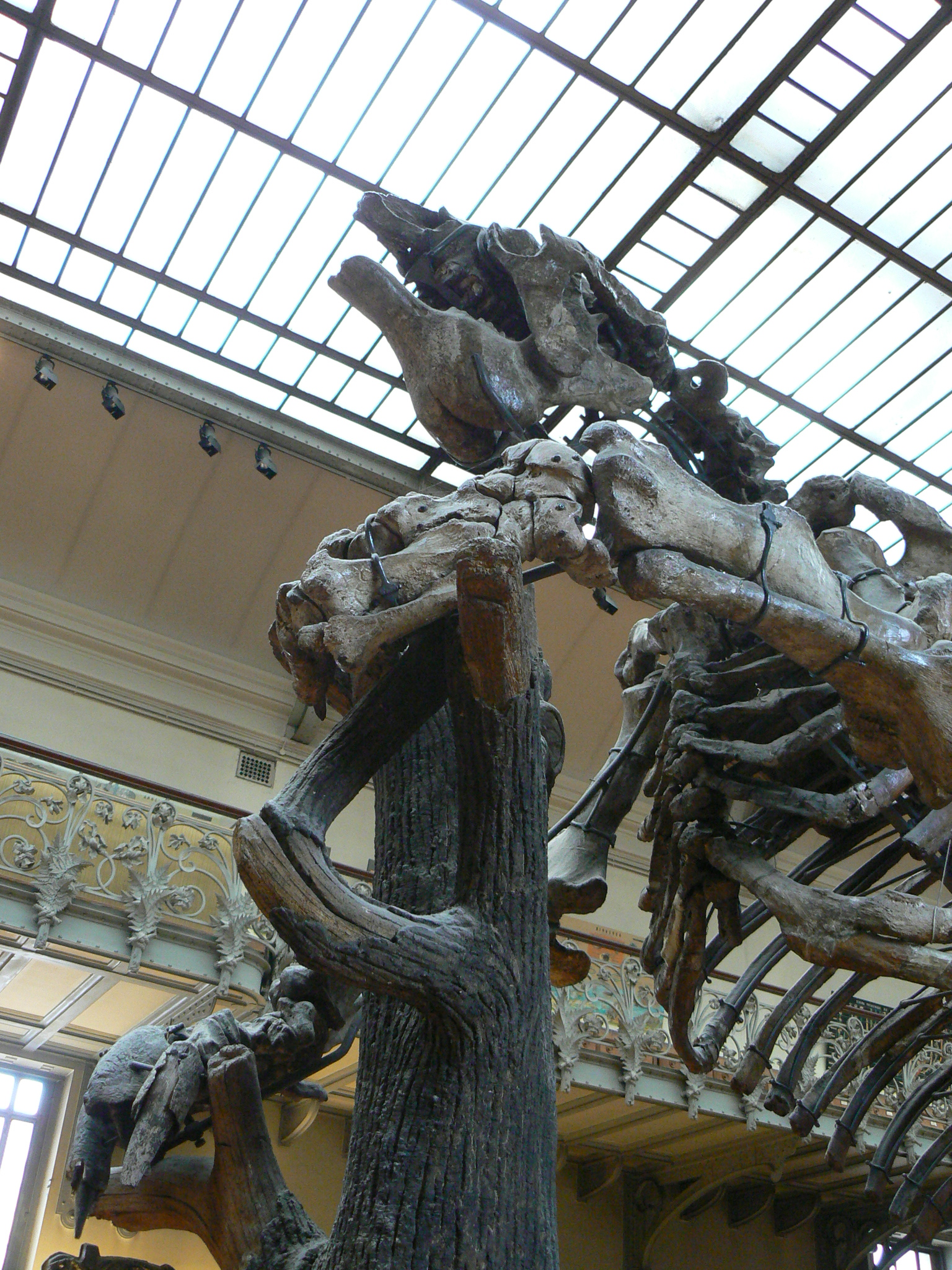
Bộ xương của Megatherium americanum khi nhìn từ phía dưới

Lười đất khổng lồ sinh sống trong các khu vực rừng thưa của Nam Mỹ, ăn lá các loài cây như ngọc giá (Yucca spp.), thùa (Agave spp.) và cỏ. Chi có quan hệ họ hàng gần Eremotherium sinh sống trong các môi trường mang tính nhiệt đới nhiều hơn về phía bắc cũng như tại Bắc Mỹ. Tự nâng mình thẳng dậy để ngồi trên hông hay đứng, lười đất khổng lồ cân bằng trọng lượng của nó bằng đuôi.Sau đó nó lôi kéo cây bằng hai chân trước, đào bới nó lên bằng 5 vuốt sắc trên mỗi chân. Loài lười này sử dụng các răng đơn giản của nó để nghiền nát thức ăn trước khi nuốt và các cơ má rất phát triển đã hỗ trợ nó trong quá trình này. Dạ dày lười đất khổng lồ có khả năng tiêu hóa các loại thức ăn thô dạng sợi. Trong hàng triệu năm, chúng không có kẻ thù nào có thể gây phiền toái cho chúng, vì thế có thể chúng là động vật kiếm ăn ban ngày. Người ta cho rằng nó phải tiêu tốn nhiều thời gian nghỉ ngơi để hỗ trợ tiêu hóa.

## Tiến hóa

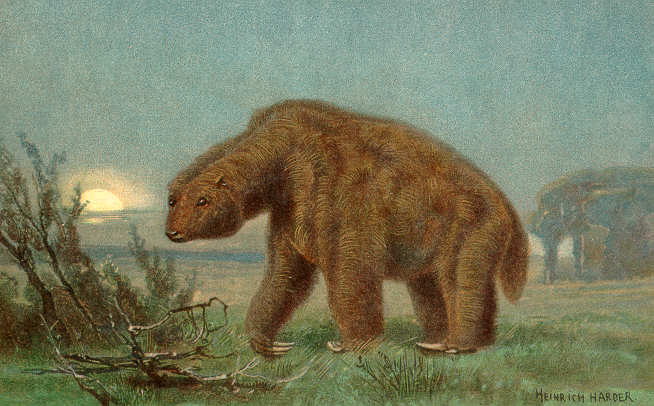
Minh họa Megatherium khoảng năm 1920

Các loài lười đất, giống như mọi thành viên khác của siêu bộ Xenarthra, đã tiến hóa trong sự cô lập tại Nam Mỹ, khi nơi đây là một hòn đảo lớn trong kỷ Paleogen. Trong thế Pliocen, eo đát Trung Mỹ hình thành, tạo ra sự kiện Đại thiên di sinh vật châu Mỹ và sự tuyệt chủng hàng loạt của nhiều quần động vật lớn bản xứ Nam Mỹ. Lười đất đã gần như không bị ảnh hưởng và vẫn tiếp tục thịnh vượng cho dù có sự cạnh tranh từ các quần thể di cư tới từ phương bắc. Trên thực tế, lười đất nằm trong số các nhóm động vật Nam Mỹ khác nhau đã di cư về phương bắc tới Bắc Mỹ, nơi chúng còn duy trì được sự thịnh vượng cho tới tận Hậu Pleistocen. Ở phía nam, lười đất khổng lồ còn thịnh vượng tới khoảng 10.000 năm trước. Sự xuất hiện của các quần thể người đang mở rộng có lẽ chính là nguyên nhân cơ bản gây ra sự tuyệt chủng của chúng.
Loài cổ nhất (và nhỏ nhất) của chi Megatherium là M. altiplanicum trong thế Pliocen tại Bolivia. Nó trông tương tự như lười đất trong thế Miocen với danh pháp Promegatherium và có kích thước cỡ như tê giác. Các loài Megatherium trở nên to lớn hơn với loài to lớn nhất, M. americanum trong Hậu Pleistocen, đạt tới kích thước của voi châu Phi.

## Megatherium trong văn học nghệ thuật
- Trong tác phẩm Chuyến đi vào tâm Trái đất của Jules Verne, các nhân vật trong truyện đã bắt gặp một con lười đất khổng lồ.
- Trong tập 1 của bộ truyện Ma thổi đèn của Thiên Hạ Bá Xướng, khi các nhân vật đi trộm mộ đã lạc vào căn cứ quân sự của Nhật thời xưa và gặp lười đất thảo nguyên khổng lồ.
- Trong loạt phim truyền hình Giant Monsters (Quái vật khổng lồ) năm 2003 của Animal Planet, Jeff Corwin nhìn thấy Megatherium đang đánh nhau với Smilodon.
- Trong phim tài liệu Walking with Beasts của BBC, Megatherium xuất hiện trong Tập 5. Nó giết một con Smilodon và được thể hiện là đang lục lọi tìm kiếm thức ăn trong phim này.